# その他
その他（そのた、そのほか）は、特定の事柄以外のものを一つにまとめて指す語。
統計の際、どの分類項目にも属さない事項をまとめて「その他」とすることがあり、この項目はバスケット項目と呼ばれる。

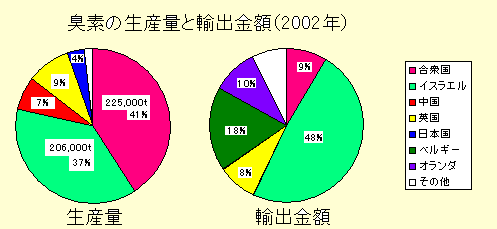
名前が挙げられた7ヶ国以外の国が白色の「その他」の項目にまとめられているグラフの例

多くのヨーロッパの言語やその影響を受けた言語では、ラテン語の et cetera（エト・ケーテラ）の略字である etc. や &c. が使われることが多い。日本語では「エトセトラ」と読む。ラテン語で et は「および」、cetera は「残り」を意味する。

## 日本の法令
法令用語では「その他の」の後には前に列挙されたものを包括する概念を述べ、「その他」の後には単に列挙に並列する概念を述べるとされる。ただし、「の」の重複を避けるために「その他の」を使わないこともある。
接尾辞として、「など」または「等（とう）」を用いることもある。法令以外の公用文では平仮名の「など」を用い、「等」は用いない。
- 例：「米、大麦、小麦など」
- 例：「不正アクセス行為の禁止等に関する法律」

## 解釈
歴史上の事典や目録で「その他」（英: miscellaneous）というカテゴリーに分類されたものを吟味することによって、編纂当時の体系に収まらなかったものが何かが分かるので、知識体系の歴史を知る手がかりになるとピーター・バークは示唆した。